# Institutul Național de Criminologie

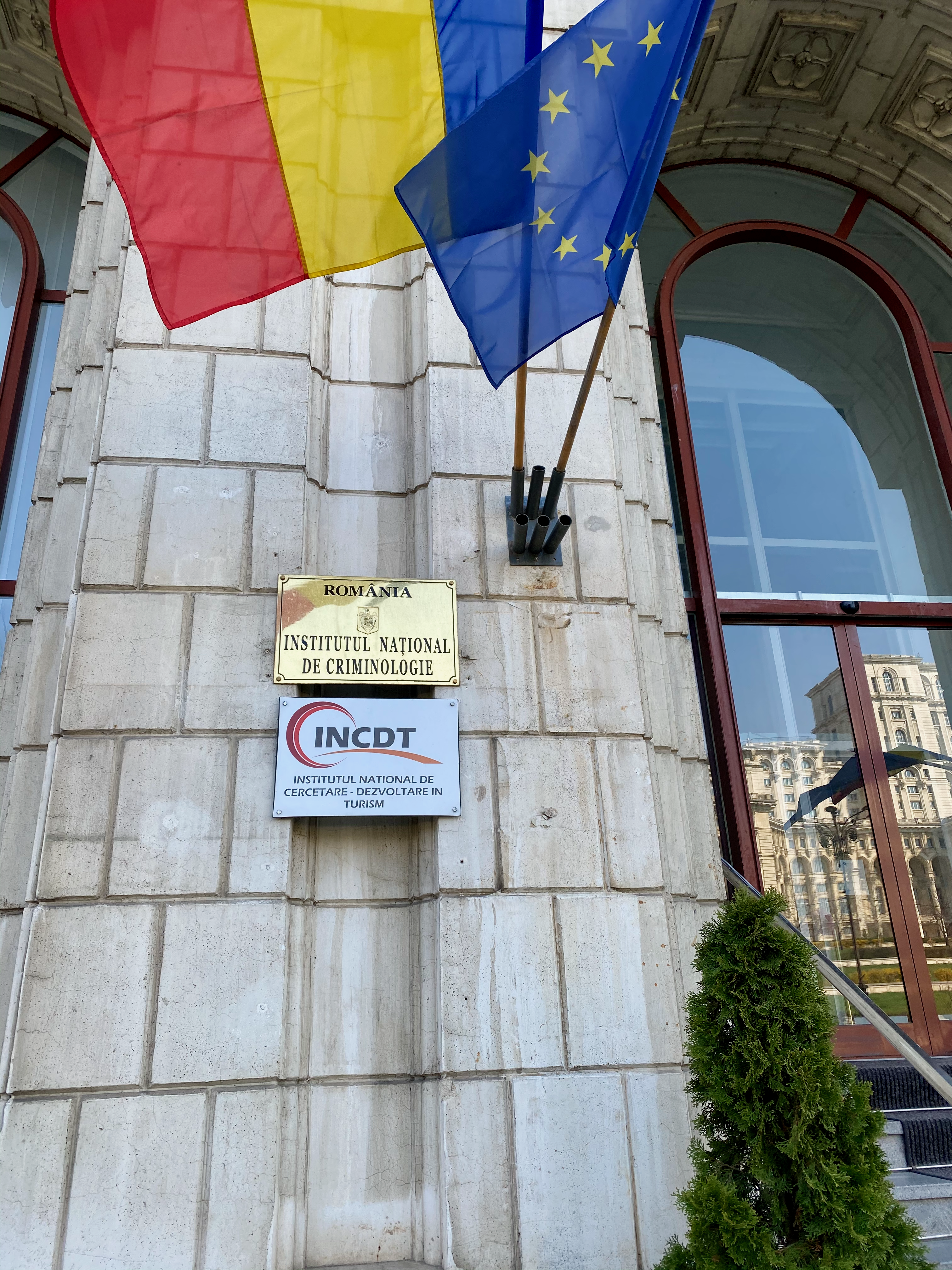
Sediul Institutului Național de Criminologie. București, martie 2020

Institutul Național de Criminologie (INC) este un organ de specialitate al administrației publice centrale din România, aflat în subordinea Ministerului Justiției.
Activitatea Institutului este coordonată, la nivelul Ministerului Justiției, de către  Ministrul Justiției.

## Cadrul legal
- Hotărârea Guvernului nr. 652 din 27 mai 2009 privind organizarea și funcționarea Ministerului Justiției;
- Hotărârea Guvernului nr. 14/2017 privind înființarea, organizarea și funcționarea Institutului Național de Criminologie, precum și pentru modificarea și completarea HG nr. 652/2009 privind organizarea și funcționarea Ministerului Justiției;
- Regulamentul de organizare și funcționare al Institutului Național de Criminologie[nefuncțională]

## Conducere
În prezent  conducerea INC este asigurată de către [[]].